# 射水市立中太閤山小学校
射水市立中太閤山小学校 （いみずしりつ なかたいこうやましょうがっこう）は富山県射水市にある公立小学校。

## 沿革
- 1978年 4月 - 小杉町立中太閤山小学校開校。
- 1980年 3月 - 第2期工事竣工
- 2005年11月 - 新湊市および射水郡の全町村が合併し射水市が設置されたことに伴い、射水市立中太閤山小学校となる。

## 通学区域
中太閤山一丁目～中太閤山十八丁目、南太閤山一丁目～南太閤山十五丁目、平野

## 進学先
- 射水市立小杉南中学校

## 著名な卒業生
現代美術作家・著者
- 玉本奈々

## 交通アクセス
- 射水市コミュニティバス
  - 小杉駅・太閤山線 「中太閤山小学校前」バス停
  - 小杉駅・金山線 「中太閤山小学校前」バス停

## 周辺
- 薬勝寺池公園
- 千成保育園
- 杉の子保育園
- パスコ
- 天池公園